# شهرستان سین
شهرستان سین (به لهستانی: Powiat Sejny) یک شهرستان در لهستان است که در استان پودلاسکی واقع شده‌است. شهرستان سین ۸۵۶٫۰۷ کیلومتر مربع مساحت و ۲۱٬۳۳۱ نفر جمعیت دارد.